# コットン2
『コットン2』（COTTON2）は、1997年11月13日にサクセスが開発したシューティングゲームであり、テクモから発売された。アーケード版のシステム基板は「ST-V」を使用している。
本作には新キャラクターとしてアプリが登場している。また、新システムとして敵を掴んでからの投げ攻撃と、ワイドショットやサイドショットなどのコマンド入力によるコマンドショット(特殊技)が追加された。敵を倒した時に封魔石が出ることがある。封魔石は3色の種類があり、取った封魔石によって通常弾と魔法攻撃の属性が変化する。
コマンドショットが敵に当たると、敵を封印(仮死状態)させることができる。封印した敵は掴んで投げることで他の敵にぶつけると連鎖することができる。その他、追い打ちを掛けることでヒット数が表示される。
のちにセガサターンにも移植されており、セガサターン版のROMディスクは、PCから読むことでMANIAX.TXTというゲームの詳細仕様が記述されたテキストを見ることが出来た。
1998年9月には本作のアレンジバージョン『コットンブーメラン』が稼働した。こちらはコットンとパンプキンはデフォルトカラーとカラー違いの2人の各3人、シルク、ニードルの計8人から3人を選びスタートする。
2021年9月30日には本作と『コットンブーメラン』『ガーディアンフォース』を収録したサターントリビュートが発売された。
本項では、『コットンブーメラン』についても併せて解説する。

## 操作
- 8方向レバー - 自機を8方向に動かす。
- Aボタン - 通常弾、敵を投げる。
- Bボタン - 敵を掴む、敵を投げる。
- Cボタン - 魔法攻撃[3]。

## 登場キャラクター
ナタ・デ・コットン
声 - 嶋崎はるか
1P側のプレイヤーキャラクター。主人公の魔法使い。
シルク
フィラメントの妖精。
アプリ・ケ・パンプキン
声 - 横手久美子
2P側のプレイヤーキャラクター。パンプキン王国の第3王女にて、王室一の魔法使い。お転婆な性格で、城から持ち出した「水ウィロー」で望みを叶えようとした所をコットンに出会う。
ニードル
パンプキン王国の王家に代々伝わってきた魔法の帽子で、アプリのパートナー。